# Torymus orobi
Torymus orobi är en stekelart som beskrevs av Mayr 1874. Torymus orobi ingår i släktet Torymus och familjen gallglanssteklar. Inga underarter finns listade i Catalogue of Life.